# José Doreste
José Doreste, född den 18 september 1956 i Las Palmas de Gran Canaria, är en spansk seglare.
Han tog OS-guld i finnjolle i samband med de olympiska seglingstävlingarna 1988 i Seoul.